# Johann Sebastiani
Johann Sebastiani (ur. 30 września 1622 niedaleko Weimaru, zm. 1683 w Królewcu) – niemiecki kompozytor.

## Życiorys
Prawdopodobnie studiował we Włoszech. Około 1650 roku osiadł w Królewcu, gdzie od 1661 roku pełnił funkcję kantora katedralnego. W latach 1663–1679 był kapelmistrzem na dworze księcia elektora Fryderyka Wilhelma I. Skomponował pasję Das Leyden und Sterben unsers Herrn und Heylandes Jesu Christi nach dem heiligen Matthaeo na 5 głosów, 6 instrumentów i basso continuo oraz zbiory pieśni Erster Theil der Parnass-Blumen (wyd. Hamburg i Wolfenbüttel 1672) na 3–5 głosów i basso continuo oraz Ander Theil der Parnass-Blumen na głos solo i basso continuo (wyd. Hamburg 1675), ponadto wiele utworów o charakterze okazjonalnym (weselnych, pogrzebowych i in.).
Das Leyden und Sterben unsers Herrn und Heylandes Jesu Christi nach dem heiligen Matthaeo (wyd. w ramach „Denkmäler deutscher Tonkunst” XVII, Lipsk 1904) wraz z podobnymi dziełami Heinricha Schütza i Johanna Theilego zapoczątkowała w muzyce niemieckiej tradycję wielkoobsadowych opracowań pasyjnych. Uważana jest za pierwszą kompozycję tego typu, w której wprowadzone zostały chorały. W pasji tej instrumenty najczęściej dublują głosy wokalne, partii Chrystusa towarzyszą skrzypce, natomiast partiom pozostałym viole.